# Giorgio Maria Lascaris
Giorgio Geronimo Maria Adalberto Lascaris (Verona, 16 febbraio 1706 – Roma, 11 dicembre 1795) è stato un arcivescovo cattolico e patriarca cattolico italiano.

## Biografia
Proveniva da una famiglia veneziana, era figlio di Teodoro XIII, discendente della famiglia imperiale di Nicea, e della contessa Gertrude Ricci. Durante i suoi studi a Roma, si unì all'ordine dei teatini. Era consultore della Congregazione per le indulgenze e le sacre reliquie nella Curia romana. Nel 1738 fu nominato prefetto dei teatini di Leopoli, presto divenne residente presso la famiglia Radziwiłł a Njasviž. Su iniziativa di Michał Kazimierz Radziwiłł, ricevette nel 1741 la nomina a vescovo titolare di Zenopoli di Licia. Dopo la conferma papale fu consacrato vescovo presso la collegiata di Ołyce, dal vescovo Franciszek Antoni Kobielski.
Visitò la succursale dell'Accademia Zamość di Ołyce e poi - sotto il mandato di papa Benedetto XIV nel 1745 - fu autorizzato a visitare e riformare la stessa Accademia Zamość. Si recò sul posto con la riluttanza del clero, ma alla fine emise un decreto di riforma dell'università il 3 ottobre 1746. In questo decreto raccomandò la divisione dell'Accademia in quattro facoltà: teologia, legge, medicina e filosofia, nonché l'istituzione di classi preparatorie minori. Forniva stipendi a tredici professori di facoltà e quattro professori di classi minori. Fondò una biblioteca e una tipografia accademica. Alla fine, nessuna delle norme di Lascaris trovò attuazione, a causa della mancanza di fondi.
Dal 1744 al 1748 fu un prevosto di Tomaszów, dal 1748 un abate di Žovkva. Nel 1748 fu nominato canonico del capitolo della cattedrale di Leopoli, ruolo che mantenne fino alla sua morte. Fu il portavoce dell'unificazione del rito dell'Uniate e delle Chiese latine. Durante la sua permanenza a Roma nel 1750, esortò Benedetto XIV a pubblicare la bolla Imposito nobis (1751), in cui il papa concesse ai sacerdoti latini di celebrare in rito romano nelle chiese uniati, in mancanza di altari consacrati.
Nel 1754 Lascaris fu nominato arcivescovo titolare di Teodosia, conservando i benefici a Ołyce, Žovkva e Leopoli. Nel 1757 tornò definitivamente a Roma, dove fu nominato cinque anni dopo patriarca titolare di Gerusalemme. Era esperto della Curia romana per gli affari polacchi, si unì alla Congregazione degli affari polacchi fondata nel 1767.
Ha esortato il Papa a tacere riguardo alla Confederazione di Bar. Ha mantenuto i contatti con i polacchi fino alla fine della sua vita, era amico della famiglia Zamoyski. Nel 1787 inviò alla cattedrale di Leopoli (tramite Marcello Bacciarelli) tre dipinti raffiguranti la Trinità, l'Assunzione e l'Arcangelo Michele.

## Genealogia episcopale
La genealogia episcopale è:
- Cardinale Juan Pardo de Tavera
- Cardinale Antoine Perrenot de Granvelle
- Vescovo Frans van de Velde
- Arcivescovo Louis de Berlaymont
- Vescovo Maximilien Morillon
- Vescovo Pierre Simons
- Arcivescovo Matthias Hovius
- Arcivescovo Jacques Boonen
- Arcivescovo Gaspard Dubois Van Den Bosch
- Vescovo Marius Ambroise Capello, O.P.
- Arcivescovo Alphonse de Berghes
- Arcivescovo Humbertus Guilielmus de Precipiano
- Cardinale Gianantonio Davia
- Arcivescovo Teodor Andrzej Potocki
- Vescovo Franciszek Antoni Kobielski
- Patriarca Giorgio Maria Lascaris, C.R.